# Gana Bayarsaikhan
 Gana Bayarsaikhan es una actriz y modelo mongola. Es reconocida principalmente por sus participación en la película de 2019, Waiting for the Barbarians, y en la serie televisiva de 2020, Intelligence.

## Carrera
Bayarsaikhan nació en Mongolia.. Tras comenzar su carrera como modelo, hizo aparición en la revista británica Schön y la revista canadiense Where. Poco tiempo después empezó a formarse en arte dramático.
En 2015, hizo su debut cinematográfico interpretando el papel del androide Jade en la película Ex Machina. En 2016, interpretaría el papel de Khutu en la película de Timur Bekmambetov, Ben-Hur. En 2017, participaría en la película de DC Comics, Wonder Woman, interpretando el papel de una Amazona. Al año siguiente, encarnaría el personaje de Honey en la película Sweet Lies. En 2019, participó en el largometraje Waiting for the Barbarians, el cual fue estrenado en el Festival de Cine de Venecia, el 6 de septiembre. El director Ciro Guerra describió la forma en la que Bayarsaikhan y los otros actores mongoles que hicieron parte de la producción compartieron su cultura, enriqueciendo de esa manera la filmación de la película. Ese mismo año, protagonizaría el cortometraje Mad Lord, encarnando a Sokushitsu. Bayarsaikhan haría aparición en un capítulo de serie Peaky Blinders.
En 2020, interpretaría el papel de Tuva Olsen, uno de los personajes principales en la serie de televisión de Sky, Intelligence, junto con David Schwimmer y Nick Mohammed. Ese mismo año, interpretaría a Nikita Hayashi en la película Three Dots and a Dash.

## Filmografía

### Cine
| Año  | Título                     | Papel          |
| ---- | -------------------------- | -------------- |
| 2020 | Three Dots and a Dash      | Nikita Hayashi |
| 2019 | Mad Lord                   | Sokushitsu     |
| 2019 | Waiting for the Barbarians | La chica       |
| 2018 | Sweet Lies                 | Honey          |
| 2017 | Wonder Woman               | Amazona        |
| 2016 | Ben-Hur                    | Khutu          |
| 2014 | Ex Machina                 | Jade           |

### Televisión
| Año  | Título         | Papel      | Notas       |
| ---- | -------------- | ---------- | ----------- |
| 2019 | Intelligence   | Tuva Olsen | 6 episodios |
| 2019 | Peaky Blinders | Li         | 1 episodio  |